# Mega Man 11
Mega Man 11, в Японии известная как Rockman 11: Unmei no Haguruma!! (яп. ロックマン11 運命の歯車！！Роккуман 11 Унмэй но Хагурума!!, рус. Rockman 11: Механизмы судьбы!!) — компьютерная игра в жанрах экшен/платформер, разработанная и выпущенная компанией Capcom для Microsoft Windows, PlayStation 4, Xbox One и Nintendo Switch в октябре 2018 года. 9 сентября 2021 года игра стала доступна в стриминговом сервисе Amazon Luna. Является одиннадцатой частью классической серии Mega Man. В игре были возвращены некоторые особенности, такие как голосовое сопровождение и графический стиль 2,5D из предыдущих игр франшизы Mega Man.

## Геймплей
Mega Man 11 сохраняет стиль геймплея классической серии игр Mega Man и отличается графическим стилем 2,5D с трёхмерными полигональными персонажами и двухмерным окружением. Игрок управляет Мега Мэном, пытаясь остановить доктора Вайли от использования системы Double Gear, которую он изобрёл много лет назад, когда учился в Университете роботов. Игрок проходит восемь линейных этапов, которые можно выбирать по своему усмотрению, и сталкивается с новейшими роботами-мастерами доктора Вайли, включая Блок Мэна, Фьюз Мэна, Бласт Мэна, Эйсид Мэна, Тундра Мэна, Торч Мэна, Импакт Мэна (в Японии известного как Пайл Мэн) и Баунс Мэна (в Японии известного как Раббер Мэн).
Мега Мэн может выполнять классические приёмы, такие как заряжаемый Мега-бастер и скольжение, а также получать новое оружие, побеждая боссов в конце каждого уровня. Уникальной для этой игры является система Double Gear, которая даёт Мега Мэну две дополнительные способности: Speed Gear и Power Gear. Speed Gear позволяет Мега Мэну замедлять время, что позволяет ему уклоняться от атак, а Power Gear увеличивает силу атаки оружия Мега Мэна, позволяя ему делать два заряженных выстрела одновременно или один, но очень мощный; однако существует предел, показанный полосой над головой Мега Мэна, поэтому если Мега Мэн использует их слишком часто, он перегревается, что делает его неспособным использовать их снова в течение нескольких секунд. Когда здоровье Мега Мэна критически мало, он может активировать обе шестерёнки одновременно, замедляя время и нанося мощный удар зарядом. Это можно использовать только один раз, и после истечения лимита Мега Мэн остаётся ослабленным: он не может заряжать свои выстрелы, может стрелять только одной солнечной пулей за раз, и у него будет только одна единица жизненной энергии, что делает следующий удар смертельным для него, и даже период охлаждения, когда он не может использовать шестерёнки, становится длиннее из-за сильного напряжения.
В игре есть дополнительные возможности, включая испытания на время, миссии, глобальные таблицы лидеров, галерею персонажей и т. д. В игре стало больше уровней сложности — их стало четыре: Newcomer, Casual, Normal и Superhero. Версия для Nintendo Switch поддерживает Amiibo, которые можно использовать для разблокировки внутриигровых предметов.

## Сюжет
История начинается с воспоминания о том, как доктор Лайт и доктор Вайли были студентами Университета роботов в тот самый момент, когда они поссорились. Комитет обсуждает, что выбрать для продолжения работы: исследование Лайта о роботах с независимым мышлением или систему Double Gear, сделанную Вайли. Несмотря на то, что Вайли сказал Лайту, что они не могут строить будущее на его так называемом «пустом оптимизме», вместо исследований Вайли были выбраны исследования Лайта, потому что система Double Gear создаёт невероятную нагрузку на роботов, которые её используют, и может быть опасна в неумелых руках. Разгневанный тем, что его отодвинули в сторону и закрыли, а Лайт блокирует его во всех случаях, Вайли уничтожает прототип своей системы Double Gear и клянётся отомстить Лайту.
После того, как флешбэк заканчивается тем, что Вайли просыпается в тревоге (предположительно, флешбэк был очень страшным сном), он внезапно вспоминает о системе Double Gear. Он немедленно приводит свой план в действие.
Тем временем в его лаборатории Лайт, Ролл и Авто проверяют 8 моделей роботов-мастеров последнего поколения (Блок Мэн, Эйсид Мэн, Импакт Мэн, Баунс Мэн, Фьюз Мэн, Тундра Мэн, Торч Мэн и Бласт Мэн) на предмет технического обслуживания. Как раз когда они заканчивают с Блок Мэном, в лабораторию врывается Вайли в своей капсуле и сообщает Лайту, что он усовершенствовал систему двойной передачи. Мега Мэн (который подметал за кадром) вбегает в лабораторию, чтобы попытаться остановить Вайли, но в этот момент появляются роботы-мастера, и Вайли решает использовать их в качестве подопытных. Прежде чем они успевают сбежать, Вайли использует режим Speed Gear в своей системе, чтобы ускорить капсулу и захватить роботов-мастеров с помощью тягового луча. Мега Мэн требует, чтобы Вайли отпустил их, но тот вместо этого забирает их в свою крепость, чтобы перепрограммировать и оснастить их модернизированными системами Double Gear.
Как раз в тот момент, когда Мега Мэн собирается уйти, чтобы остановить Вайли, Лайт останавливает его и объясняет, что такое система Double Gear и на что она способна, предупреждая, что если Вайли действительно усовершенствовал её, то у него не будет ни единого шанса, поскольку Мега Мэн отказывается дать Вайли уйти. Поняв, что Мега Мэна не остановить, Лайт рассказывает, что сохранил и отремонтировал прототип системы, которой владел Вайли. Коротко предупредив Мега Мэна о потенциальной опасности (и он принял риск), Лайт через несколько дней устанавливает Double Gear в Мега Мэна, чтобы у него был шанс противостоять новой армии Вайли.
После победы над 4 роботами-мастерами Лайт объясняет Мега Мэну, что система Double Gear была отчасти причиной их с Вайли размолвки. Лайт считал, что если дать роботам возможность мыслить самостоятельно, то они смогут стать настоящими партнёрами людей. Вайли же заявил, что даже самостоятельно мыслящие роботы будут для людей всего лишь инструментами, но если дать им силу и увеличить скорость, то люди наконец-то будут уважать роботов за то, что они есть, и любой робот сможет стать героем с установленной системой Double Gear. Однако, когда комитет выбрал Лайта, а не Вайли, последний ушёл, так и не простив своего старого друга за то, что тот не дал ему даже шанса.
Вернувшись в настоящее, Лайт размышляет о своих тогдашних решениях и думает, что если бы он показал ему, что можно работать вместе, вместо того чтобы говорить ему, что он был неправ, они могли бы остаться друзьями, даже признавая, что система Double Gear может быть использована во благо, если её правильно использовать. Затем Лайт даёт Мега Мэну модификацию Rush Jet для Раша (роботизированной домашней собаки Мега Мэна), после чего Мега Мэн отправляется побеждать оставшихся роботов-мастеров.
После победы над всеми 8 роботами-мастерами, Авто пытается найти Вайли. Сначала казалось, что Вайли исчез, как вдруг сигнал лаборатории был перехвачен, и на экране появился сам Вайли. Рассерженный тем, что Мега Мэн не только победил всех роботов-мастеров, но и тем, что он использовал прототип его системы, Вайли зовёт Мега Мэна к себе в Gear Fortress, чтобы он мог сам с ним разобраться. Мега Мэн (после того, как его друзья пожелали ему удачи) отправляется в путь, чтобы остановить Вайли.
Пройдя через крепость (при этом победив Жёлтого Дьявола MK-III и Моверна (роботов-защитников Вайли) и воскрешённых роботов-мастеров), Мега Мэн сталкивается с Вайли в его новой Машине Вайли. В конце концов, Мега Мэн побеждает Вайли, заставляя его прибегнуть к «плану Б», который заключался в том, чтобы просто встать на колени и молить о пощаде в замедленной съёмке. План проваливается, когда Мега Мэн не поддаётся, но Вайли насмехается над ним, считая, что его поражение вызвано не Мега Мэном, а системой двойной передачи, которая была его собственной технологией, провозглашая себя лучшим гением. Внезапно в комнату входит Лайт. Лайт просит Вайли посмотреть на Мега Мэна и объясняет, что Мега Мэн обладает огромной силой, но достаточно умён, чтобы использовать её с умом; в некотором смысле, он — это идеи Лайта и Вайли, объединённые вместе. Лайт просит Вайли искупить свои преступления и снова стать его другом, как раньше, чтобы они могли воплотить в жизнь другие удивительные идеи, такие как Мега Мэн. Однако Вайли отказывается, заявляя, что его планы только начинаются, и сбегает. Лайт боится, что они с Вайли больше никогда не смогут работать вместе. Когда крепость начинает разрушаться, появляется Авто и говорит Лайту, что он закончил делать то, о чём тот его просил. С этими словами они втроём покидают разрушающуюся крепость.
В лаборатории выясняется, что Лайт и Авто были в крепости Gear Fortress, чтобы найти детали для восстановления роботов-мастеров. Авто использует систему Double Gear Мега Мэна, чтобы перенести роботов-мастеров в ремонтную комнату и отправить их обратно к своим владельцам (во время этого он перегревается и теряет сознание).

## Разработка
Игра была анонсирована в декабре 2017 года в рамках празднования 30-летия серии, наряду с анонсами переизданий предыдущих игр серии. В Mega Man 11 были представлены трёхмерные полигональные персонажи и нарисованное от руки окружение, что отходит от подхода, основанного на пиксель-арте из предыдущих игр, и отображается в 2,5D. Режиссёром игры выступил Кодзи Ода, продюсером — Казухиро Цутия, дизайн персонажей разработал Юдзи Исихара, а музыку написала Марика Судзуки. По словам Цутия и Оды, уход продюсера серии Mega Man Кэйдзи Инафунэ стал основной причиной долгого перерыва в создании новой игры, поскольку никто не решался стать «новым парнем Mega Man», пока это не сделал сам Ода.
Mega Man 11 вышла по всему миру для Microsoft Windows, PlayStation 4, Nintendo Switch и Xbox One 2 октября 2018 года, за исключением Японии, где она была выпущена двумя днями позже. Альтернативный саундтрек в виде DLC-дополнения к игре был предоставлен в свободный доступ тем, кто оформил предварительный заказ на игру. Для версии для Nintendo Switch вместе с игрой был выпущен Mega Man Amiibo. Демо-версия, включающая в себя сцену с Блок Мэном, была выпущена на Nintendo Switch 6 сентября 2018 года, а на Xbox One и PlayStation 4 — на следующий день. Версия для стримингового сервиса Amazon Luna стала доступна 9 сентября 2021 года.

## Приём
| Сводный рейтинг    | Сводный рейтинг                                    |
| Агрегатор          | Оценка                                             |
| ------------------ | -------------------------------------------------- |
| GameRankings       | - (PS4) 82,69 % - (NS) 80,31 %                     |
| Metacritic         | (PS4) 82/100 (NS) 80/100 (XONE) 77/100 (PC) 79/100 |
| Иноязычные издания |                                                    |
| Издание            | Оценка                                             |
| Destructoid        | 8,5/10                                             |
| EGM                | 9/10                                               |
| Famitsu            | 32/40                                              |
| Game Informer      | 8,75/10                                            |
| GameRevolution     | [ 26 ]                                             |
| GameSpot           | 7/10                                               |
| IGN                | 7,5/10                                             |
| Nintendo Life      | [ 29 ]                                             |

Игра получила положительные отзывы критиков. IGN поставил ей оценку 7. 5/10, заявив: «Игра не революционная, но ощущается почти как классическая игра Mega Man и является хорошим фундаментом для следующих 10 игр», а GameSpot поставил ей оценку 7/10, похвалив игру за «отличных суб-боссов и напряжённые бои с роботами-мастерами, некоторые новые трюки на этапах [в игре] много веселья и привлекательная индивидуальность серии прослеживается в визуальном оформлении и дизайне персонажей», в то время как GameSpot критикует этапы за то, что они «слишком длинные и имеют некоторые сомнительные элементы, скачки сложности на протяжении уровней приводят к разочаровывающим неудачам [и] система двойной передачи никогда не кажется полезной настолько, насколько вы хотите». Nintendo Life поставила игре оценку 9/10, написав, что «Mega Man 11 — это превосходное возрождение „Синего бомбардировщика“, в котором проверенный классический геймплей дополнен современными штрихами и новыми идеями, которые интересно расширяют существующие концепции».

### Продажи
За первую неделю продаж в Японии физическая версия Mega Man 11 для Nintendo Switch была продана в количестве 14 650 копий, а физическая версия для PlayStation 4 — в количестве 12 052 копий. По состоянию на февраль 2019 года игра была продана в количестве 870 000 копий по всему миру, а по состоянию на сентябрь 2019 года игра была продана в количестве миллиона копий по всему миру. По состоянию на июнь 2021 года, игра была продана в количестве 1,4 миллиона копий по всему миру. По состоянию на 31 марта 2022 года было продано более 1,5 миллиона копий игры.

### Награды
Игра была номинирована на премию The Game Awards 2018 в категории «Лучший экшен», на премию National Academy of Video Game Trade Reviewers Awards в категории «Original Light Mix Score, Franchise» и на премию G.A.N.G. / MAGFEST People’s Choice Award на G.A.N.G. Awards 2019.